# Mapa das Cortes

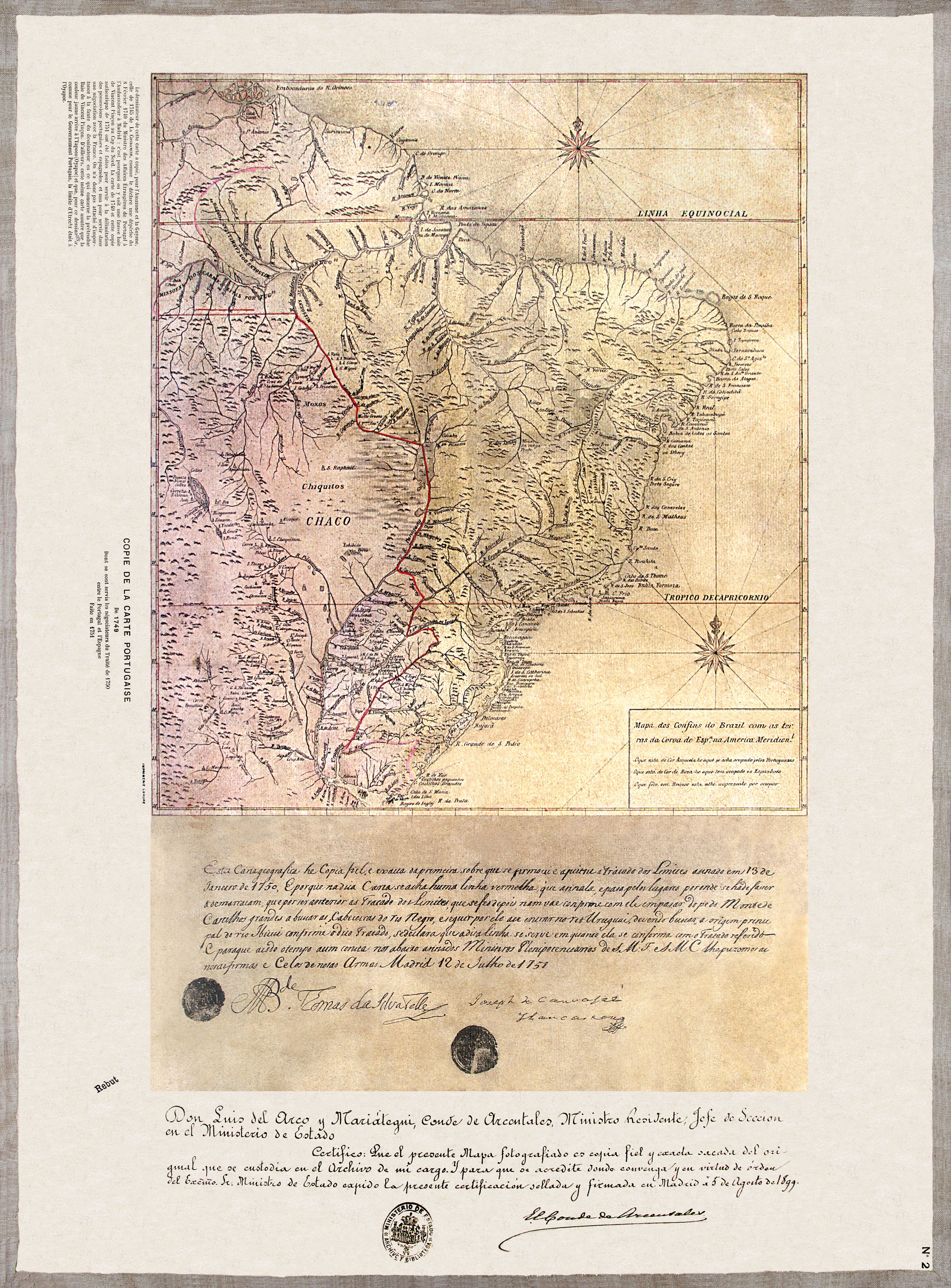
Mapa das Cortes na versão presente na coleção do Arquivo Público do Distrito Federal

O Mapa das Cortes, intitulado Mapa dos confins do Brazil com as terras da Coroa da Espanha na América Meridional, é um mapa e documento histórico produzido em 1749. Ele serviu como base para as coroas portuguesas e espanholas formularem o Tratado de Madri, em 1750, e estabelecerem as fronteiras de atuação ibérica no continente americano. O documento também é importante porque foi o primeiro mapa a retratar o delineado triangular da costa leste sulamericana, atual fronteira marítima brasileira.
Ficou conhecido como Mapa das Cortes, porque foi utilizado durante as negociações do tratado pelos ministros plenipotenciários das duas coroas.

## História
O mapa foi encomendado por Alexandre de Gusmão, em 1749, para figurar as discussões do Tratado de Madri. Por motivos políticos, a diplomacia portuguesa decidiu não usar a Carte de l’Amérique méridionale, mapa mais preciso e antigo produzido por Jean-Baptiste Bourguignon d'Anville. Através do documento original do Mapa das Cortes, duas versões idênticas foram elaboradas e apelidadas de Mapas Primitivos. Elas foram enviadas, cada uma delas, às cortes da Espanha e de Portugal. Após o tratado, outras seis cópias foram feitas, três para cada coroa, e enviadas aos comissários responsáveis por demarcar a divisão territorial estabelecida pelo documento.
A cópia portuguesa referente ao Mapas Primitivos foi encontrada, mais tarde, em Paris, pelo Barão do Rio Branco. Já as três cópias portuguesas enviadas aos comissários atualmente encontram-se na mapoteca do Itamaraty. Uma das cópias espanholas encontra-se na Biblioteca Nacional.

## Descrição
Através de uma linha vermelha, o Mapa das Cortes apresenta uma divisão de parte do continente americano entre as terras ocupadas pelos espanhóis, pintadas de rosa, e pelos portugueses, em amarelo. O documento apresenta mais de 430 distorções, como erros de latitude e longitude, os quais diminuem a área de atuação portuguesa. A intenção desses erros propositais era diminuir as perdas territoriais espanholas nas províncias de Cuiabá, Mato Grosso e Amazonas, a fim de enganar a coroa espanhola em benefício da portuguesa.
Como o mapa conta com diversas cópias, existem variações em algumas delas, possivelmente feitas para tentar corrigir os erros e distorções do documento original.
No verso de uma das verões, encontram-se as assinaturas de D. Joseph de Carvajal y Lancaster e D. Tomás da Silva Teles, os ministros plenipotenciários das coroas espanhola e portuguesa.